# 디젤 (기업)

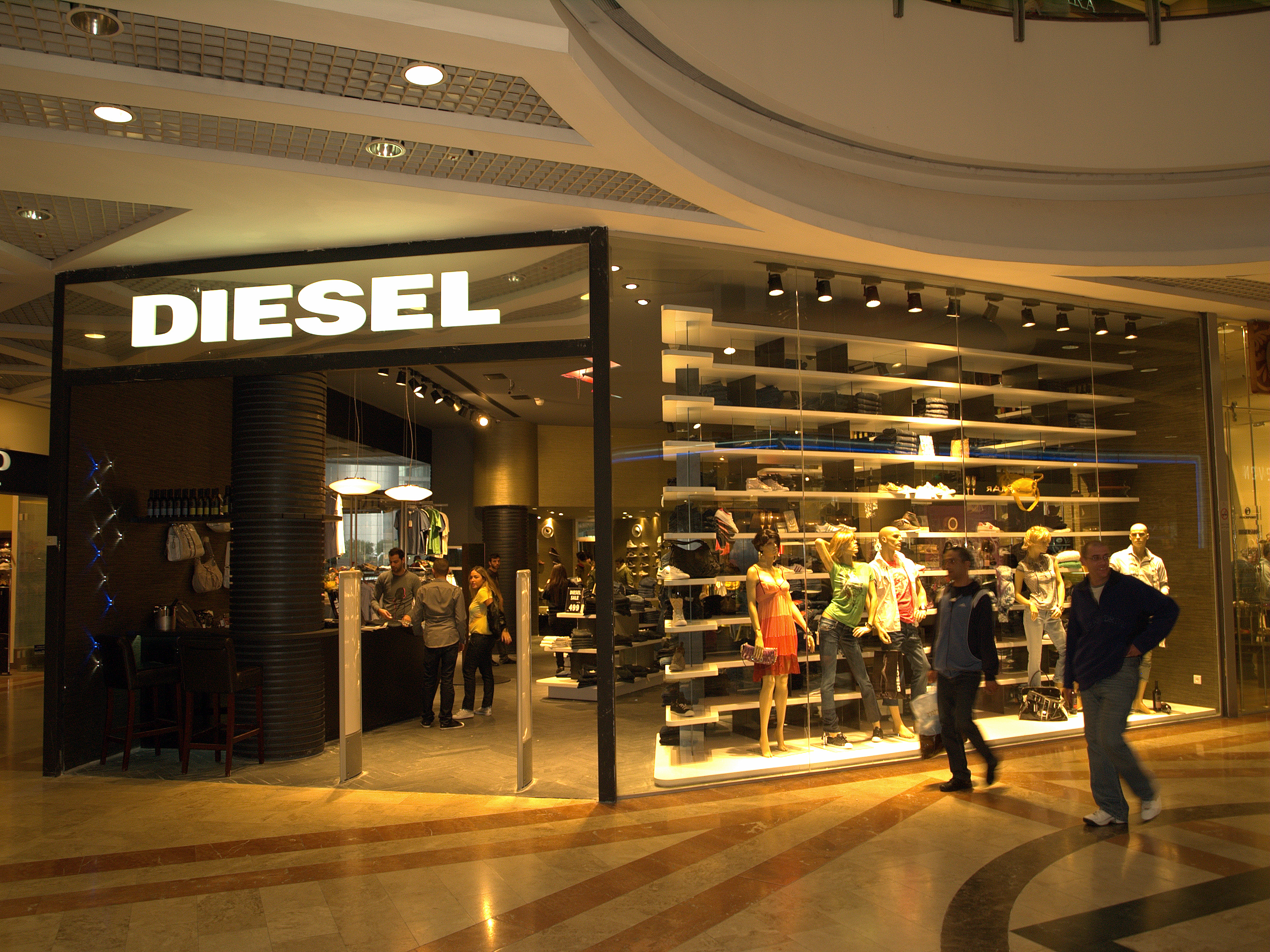
텔아비브의 디젤 매장

디젤(Diesel)은 동명의 패션 브랜드를 전개하는 이탈리아의 의류 업체이다. 1978년 렌조 로소에 의해 설립되었다.